# Quebec (miasto)
Quebec (wym. /keˈbɛk/; fr. Québec, Ville de Québec, ang. Quebec City) – miasto w Kanadzie, stolica prowincji Quebec. W 2016 zamieszkane przez 531 902 osób (w obrębie aglomeracji: 800 296 osób). Drugie najludniejsze miasto prowincji Quebec po Montrealu położonym 233 kilometry na południowy zachód.
Znajduje się w końcowym fragmencie estuarium Rzeki Świętego Wawrzyńca, na północnym brzegu. Nazwa miasta pochodzi od algonkińskiego słowa Kébec oznaczającego gdzie rzeka zwęża. Założone w 1608 przez Samuela de Champlaina, jest jednym z najstarszych miast Ameryki Północnej. Wały otaczające Stare Miasto Quebecu (Vieux-Québec) to jedyne mury miejskie, które nadal istnieją na tym kontynencie na północ od Meksyku. W 1985 UNESCO postanowiło wpisać mury miejskie oraz obszar wewnątrz nich na listę światowego Dziedzictwa Kultury jako Historic District of Old Québec.
Według władz federalnych i prowincjonalnych Québec jest oficjalną nazwą miasta, jednak Ville de Québec (lub w języku angielskim Quebec City) jest również powszechnie stosowane, szczególnie aby odróżnić miasto od prowincji. Najbardziej znaną budowlą miasta jest Château Frontenac, hotel dominujący nad panoramą miasta od strony Rzeki Świętego Wawrzyńca. Siedziba Zgromadzenia Narodowego Quebecu, czyli ustawodawcy w prowincji Quebec, Narodowe Muzeum Sztuk Pięknych w Quebecu oraz Muzeum Cywilizacji znajdują się w obrębie lub w pobliżu Vieux-Québec.
Dla większości mieszkańców Quebecu, tak jak i prowincji Quebec, pierwszym językiem jest francuski.
W mieście rozwinął się przemysł skórzany, odzieżowy, obuwniczy, spożywczy, papierniczy oraz poligraficzny.

## Historia
Quebec został założony 3 lipca 1608 przez Samuela de Champlaina na obszarze, na którym wcześniej znajdowała się indiańska wioska Stadocona. Osada znajdowała się przy estuarium Rzeki Świętego Wawrzyńca, więc szybko zaczęła nabierać znaczenia jako śródlądowy przyczółek handlowy. W latach 1629–1632 miasto było okupowane przez Anglików. Od 1663 Quebec był stolicą Nowej Francji. W latach 1690 i 1711 miasto oparło się kolejnym inwazjom wojsk brytyjskich, jednak w 1759 ponownie zostało przez nie zdobyte. Na mocy traktatu paryskiego (1763) Quebec przekazano Anglikom.
W 1791 miasto zostało stolicą prowincji Dolna Kanada (obecnie Quebec). Podczas II wojny światowej odbyły się tu dwie konferencje z udziałem prezydenta Stanów Zjednoczonych Franklina Roosevelta i premiera Wielkiej Brytanii Winstona Churchilla.
W 1985 zabytkowa dzielnica Québecu (Vieux-Québec) została wpisana na listę światowego dziedzictwa UNESCO.

## Geografia
Quebec znajduje się przy estuarium Rzeki Świętego Wawrzyńca około 250 kilometrów na północny wschód od Montrealu. Na północny wschód od miasta znajduje się wyspa Île d’Orléans, druga co do wielkości wyspa na Rzece Świętego Wawrzyńca. Miasto jest w większości położone na płaskim nizinnym terenie. Okolice miasta posiadają bardzo żyzne gleby, co czyni te okolice dobrymi do uprawy płodów rolnych. Na północ od Quebecu rozciąga się pasmo Gór Laurentyńskich. Górna część miasta znajduje się na cyplu Cap Diamant, zaś dolna – na poziomie rzeki.

### Podział administracyjny
Québec podzielone jest na sześć dzielnic:
- La Cité-Limoilou
- Les Rivières
- Sainte-Foy–Sillery–Cap-Rouge
- Charlesbourg
- Beauport
- La Haute-Saint-Charles

Dzielnice są podzielone na 35 poddzielnic, w 27 okręgach wyborczych.
Miasto posiada trzy enklawy: miasto L’Ancienne-Lorette, Wendake w rezerwacie Huronów oraz mała gmina Notre-Dame-des-Anges.

### Klimat
Miasto leży na pograniczu stref klimatycznych. Zazwyczaj klimat jest klasyfikowany według klasyfikacji klimatów Köppena jako klimat kontynentalny wilgotny (Dfb). Charakteryzuje się gorącymi i wilgotnymi latami oraz mroźnymi, śnieżnymi i wietrznymi zimami. Najzimniejszymi miesiącami są styczeń i luty. Średnia temperatura tych miesięcy to odpowiednio –11,5 °C i –10,7 °C. Najcieplejszym miesiącem jest lipiec, którego średnia temperatura powietrza wynosi 19,3 °C. Opady roczne wynoszą około 1230 milimetrów. Miasto uzyskuje około 1905 słonecznych godzin w roku.
Ekstremalne temperatury powietrza zanotowane w mieście to 35,6 °C w lipcu 1959 roku oraz 17 lipca 1953, najniższą 2 lutego 1962 roku i wynosiła –36,1 °C.
| Miesiąc                                        | Sty   | Lut   | Mar   | Kwi   | Maj   | Cze   | Lip   | Sie   | Wrz   | Paź   | Lis  | Gru   | Roczna |
| ---------------------------------------------- | ----- | ----- | ----- | ----- | ----- | ----- | ----- | ----- | ----- | ----- | ---- | ----- | ------ |
| Rekordy maksymalnej temperatury [°C]           | 10    | 12    | 18    | 30    | 33    | 34    | 36    | 34    | 34    | 28    | 20   | 14    | 36     |
| Średnie temperatury w dzień [°C]               | -8    | -6    | 0     | 8     | 17    | 22    | 25    | 23    | 18    | 11    | 3    | -5    | 9      |
| Średnie dobowe temperatury [°C]                | -13   | -11   | -5    | 3     | 11    | 17    | 19    | 18    | 13    | 6     | -1   | -9    | 4      |
| Średnie temperatury w nocy [°C]                | -18   | -16   | -9    | -1    | 5     | 11    | 13    | 12    | 7     | 2     | -4   | -13   | −1     |
| Rekordy minimalnej temperatury [°C]            | -35   | -36   | -30   | -19   | -8    | -1    | 4     | 2     | -5    | -10   | -24  | -32   | −36    |
| Opady [mm]                                     | 89.8  | 70.6  | 90.3  | 81.2  | 106.1 | 114.2 | 127.8 | 116.7 | 125.5 | 101.7 | 102  | 104.4 | 1230,3 |
| Średnie usłonecznienie [h]                     | 100.3 | 123.6 | 149.4 | 168.6 | 215.9 | 232.0 | 251.7 | 225.2 | 155.5 | 119.8 | 81.6 | 81.1  | 1904,8 |
| Źródło: Environment Canada [dostęp 2012-11-29] |       |       |       |       |       |       |       |       |       |       |      |       |        |

## Demografia
Według spisu powszechnego z 2011 roku w Québecu mieszkało 516 622 osób, zaś na terenie aglomeracji 765 706 ludzi. W sumie 48,2% ludności stanowili mężczyźni, a 51,8% kobiety. Dzieci poniżej piątego roku życia stanowiły około 4,7% populacji miasta.
Miasto Québec stanowi 5,2% populacji prowincji Quebec oraz 1,5% populacji Kanady. Jest jedenastym pod względem ludności miastem Kanady.
O ile największe miasto prowincji Quebec – Montreal uważane jest za miasto w którym występuje ludność dwujęzyczna, a mieszkańcy mają praktyczną wiedzę i o języku francuskim, i o angielskim, o tyle miasto Québec w większości zamieszkuje ludność używająca języka francuskiego. Angielski był najczęściej używany w połowie XIX wieku, kiedy to mówiło w nim 40% obywateli miasta. Dziś anglojęzyczni mieszkańcy stanowią 1,5% populacji, zarówno miasta, jak i obszaru metropolitalnego. Jednakże coroczny zimowy Carnaval de Québec przyciąga zarówno francuskojęzycznych, jak i anglojęzycznych turystów, więc populacja anglojęzyczna znacznie wzrasta w czasie trwania imprezy.

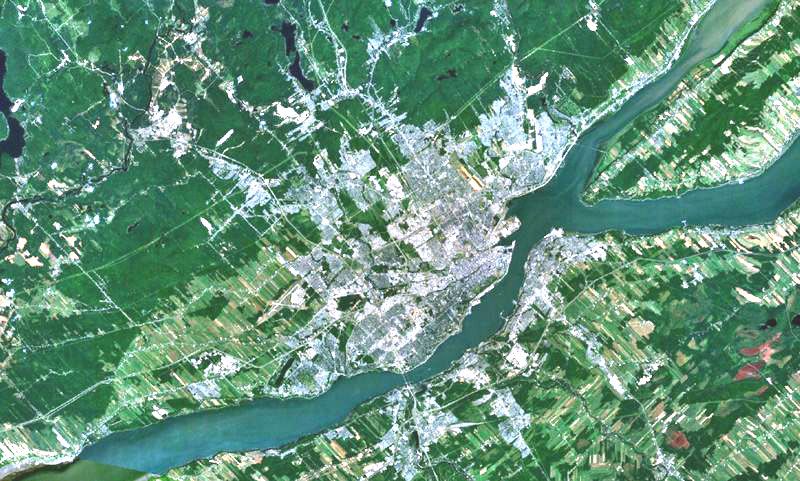
Zdjęcie satelitarne Québecu

Według strony internetowej Statistics Canada dla 94,55% ludności miasta język francuski jest językiem ojczystym. Ponad jedna trzecia populacji potrafi mówić zarówno po francusku, jak i po angielsku.
W 2001 roku granicę wieku emerytalnego (65 lat dla mężczyzn i kobiet) przekroczyło 13% populacji Québecu (wobec ogólnokanadyjskiego – 13,2%). Średni wiek mieszkańca wynosi 39,5 lat, w porównaniu do 37,6 lat w całej Kanadzie.
W ciągu pięciu lat pomiędzy 2006 a 2011 ludność miasta wzrosła o 6,5%, w porównaniu ze wzrostem o 4,9% w całej prowincji Quebec. Gęstość zaludnienia miasta wynosi 1137,7 os./km², aglomeracji – 228,6 os./km², a prowincji 5,3 os./km².
Według spisu z 2001 roku, ponad 90% populacji to katolicy. W mieście mieszkają również protestanci, muzułmanie oraz żydzi.

### Rozwój demograficzny miasta
Wykres liczby ludności miasta Québec na przestrzeni 140 ostatnich lat (w tys.)

## Transport

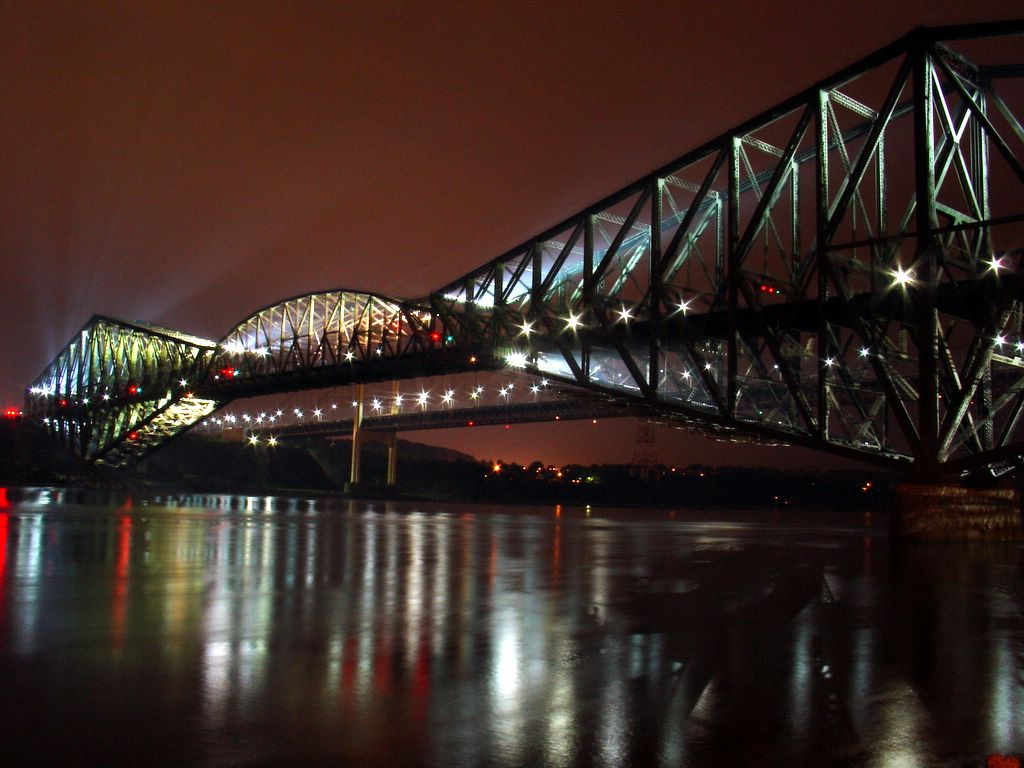
Pont de Québec – najdłuższy na świecie most wspornikowy, liczący 549 metrów

Dwa mosty – Pont de Québec i Pont Pierre-Laporte – oraz prom łączy miasto z sąsiednią miejscowością Lévis oraz z przedmieściami miasto wzdłuż południowego brzegu rzeki świętego Wawrzyńca, natomiast most Pont de l’Île d’Orléans łączy miasto z wyspą Île d’Orléans.
Quebec jest ważnym węzłem w prowincjonalnym systemie autostradowym. Autostrada Autoroute 40 łączy miasto z Montrealem i Ottawą oraz na wschodzie z Sainte-Anne-de-Beaupré i regionem Charlevoix. Autostrada Autoroute 20 biegnąca na południe od rzeki Świętego Wawrzyńca łączy miasto z Toronto i Montrealem na zachodzie oraz Rimouski, Rivière-du-Loup na wschodzie, natomiast autostrada Autoroute 73 zapewnia połączenie północ-południe w obszarze metropolitalnym miasta.
Za publiczny transport zbiorowy odpowiada Réseau de transport de la Capitale (RTC), który zarządza flotą autobusów. Przedsiębiorstwo to planuje otworzenie linii tramwajowych o łącznej długości 28,6 kilometrów w mieście w roku 2026. Wcześniej w latach 1863–1948 również istniał system tramwajowy. Został on wyparty przez komunikację autobusową. W mieście znajduje się stacja kolejowa Gare du Palais obsługiwana przez VIA Rail, która łączy miasto z najludniejszym obszarem Kanady w tym z największymi miastami: Toronto, czy stolicą Ottawą.
W pobliżu miasta znajduje się port lotniczy oraz port wodny.

## Sport
| Klub                  | Dyscyplina sportu | Data założenia | Liga                      | Arena                     |
| --------------------- | ----------------- | -------------- | ------------------------- | ------------------------- |
| Remparts de Québec    | Hokej na lodzie   | 1968           | LHJMQ (drużyna juniorska) | Colisée Pepsi             |
| Capitales de Québec   | baseball          | 1999           | Ligue Can-Am de Baseball  | Stadion Miejski w Québecu |
| L'Amiral SC de Québec | piłka nożna       | 2008           | W-League                  | Séminaire Saint-François  |

W mieście obywa się wiele imprez sportowych o charakterze lokalnym, jednak odbyły się tutaj liczne imprezy o charakterze krajowym i międzynarodowym. W 2008 roku odbyły się tu kanadyjskie zimowe Olimpiady Specjalne. W tym samym roku wraz z miastem Halifax w Nowej Szkocji Québec był organizatorem mistrzostw świata w hokeju na lodzie, finał tego turnieju odbył się w miejskiej hali Colisée Pepsi. Regularnie w mieście odbywa się turniej kobiecego tenisa ziemnego Bell Challenge należącego do cyklu Women’s Tennis Association. Zimą odbywa się tutaj Crashed Ice, czyli wyścigi downhillowe na łyżwach w torze lodowym. Cykliczną imprezą jest również turniej hokeja na lodzie dla dzieci Quebec City International Pee-Wee Tournament. Od 2008 roku odbywa się tutaj wyścig kolarski Tour de Québec, a od 2010 roku należący do cyklu najważniejszych imprez kolarskich UCI World Tour – Grand Prix Cycliste de Québec. W 2011 roku odbył się tutaj finał Grand Prix w łyżwiarstwie figurowym.
Miasto jest siedzibą profesjonalnej drużyny baseballowej Capitales de Québec założona w 1999 roku drużyna swoje mecze na Stadionie Miejskim. Drużyna ta pięciokrotnie zdobyła tytuł mistrza ligi Ligue Can-Am de Baseball. Od 2008 roku w mieście gra kobiecy zespół piłki nożnej L'Amiral SC de Québec uczestniczący w rozgrywkach W-League. W juniorskich rozgrywkach ligi LHJMQ uczestniczy zespół Remparts de Québec, który pięciokrotnie zwyciężał w tych rozgrywkach, a w roku 1971 zdobył Memorial Cup.
W historii miasta istniały dwa profesjonalne drużyny hokeja na lodzie. Pierwszą była drużyna Quebec Bulldogs, która byłą założycielem ligi National Hockey League (NHL). W latach 1912 i 1913 w ramach poprzedniczki ligi NHL – National Hockey Association (NHA) zdobyła Puchar Stanleya. Zespół po dwóch sezonach gry w NHL w roku 1920 został przeniesiony do Hamilton zmieniając nazwę na Tigers. Po pięćdziesięciu dwóch latach ponownie powstała profesjonalna drużyna. Nordiques de Québec początkowo występował w lidze WHA, jednak po rozwiązaniu ligi w 1979 roku zespół przeniósł się do ligi NHL w której rywalizował z derbowym rywalem Montreal Canadiens. W roku 1995 właściciel zespołu sprzedał go grupie inwestorów z amerykańskiego miasta Denver. Nowi właściciele przenieśli zespół do tego miasta i zmienili jego nazwę na Colorado Avalanche.
Nowa hala sportowa, Nouveau Colisée de Québec, budowana jest z nadzieją uzyskania drużyny NHL przez relokacje lub poprzez ekspansję ligi. Jednak projekt zostanie zrealizowany niezależnie od tego czy takowy zespół powstanie. Uważa się, że w przypadku złożenia kandydatury do organizacji zimowych igrzysk olimpijskich (w 2022 r.) hala będzie jej dodatkowym wzmocnieniem. Obiekt zastąpi Colisée Pepsi (bez burzenia budynku) jako główną arenę w mieście.

## Współpraca
Miejscowości partnerskie:
- Bordeaux, Francja (1962)
- Calgary, Kanada (1956)
- Guanajuato, Meksyk (2002)
- Hue, Wietnam (2005)
- Liège, Belgia (2002)
- Namur, Belgia (1999)
- Paryż, Francja (2003)
- Petersburg, Rosja (2002)
- Schaerbeek, Belgia
- Wagadugu, Burkina Faso (2000)
- Xi’an, Chińska Republika Ludowa (2001)